# Labinot Fushë
Labinot Fushë là một xã trong quận Elbasan thuộc hạt Elbasan, Albania. Dân số năm 2005 là 5592 người.